# CT&T・e-Zone
e-Zone(イーゾーン)は韓国の電気自動車メーカー、CT&Tが製造・販売していた超小型(軽自動車)電気自動車である。

## 概要
日本では軽自動車として扱われる、二人乗りの小型電気自動車。日本仕様車には｢セダン｣(乗用)、｢バン｣(パネルバン)、｢ピックアップ｣(軽トラック)の3タイプが用意され、さらにそれぞれに鉛蓄電池仕様とリチウムイオンポリマー二次電池仕様が用意されていた。
2011年8月に販売を終了。

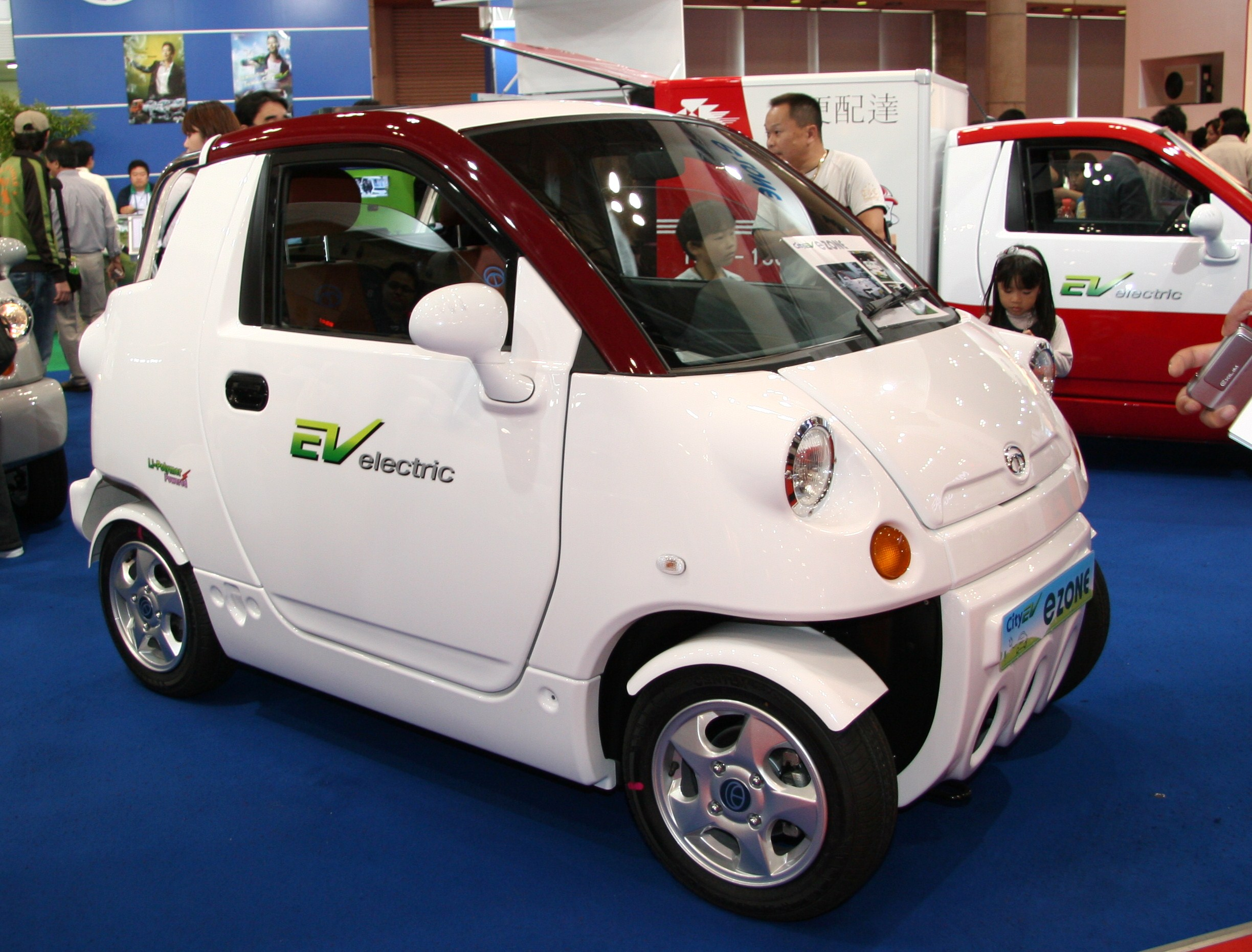
eZONEセダン
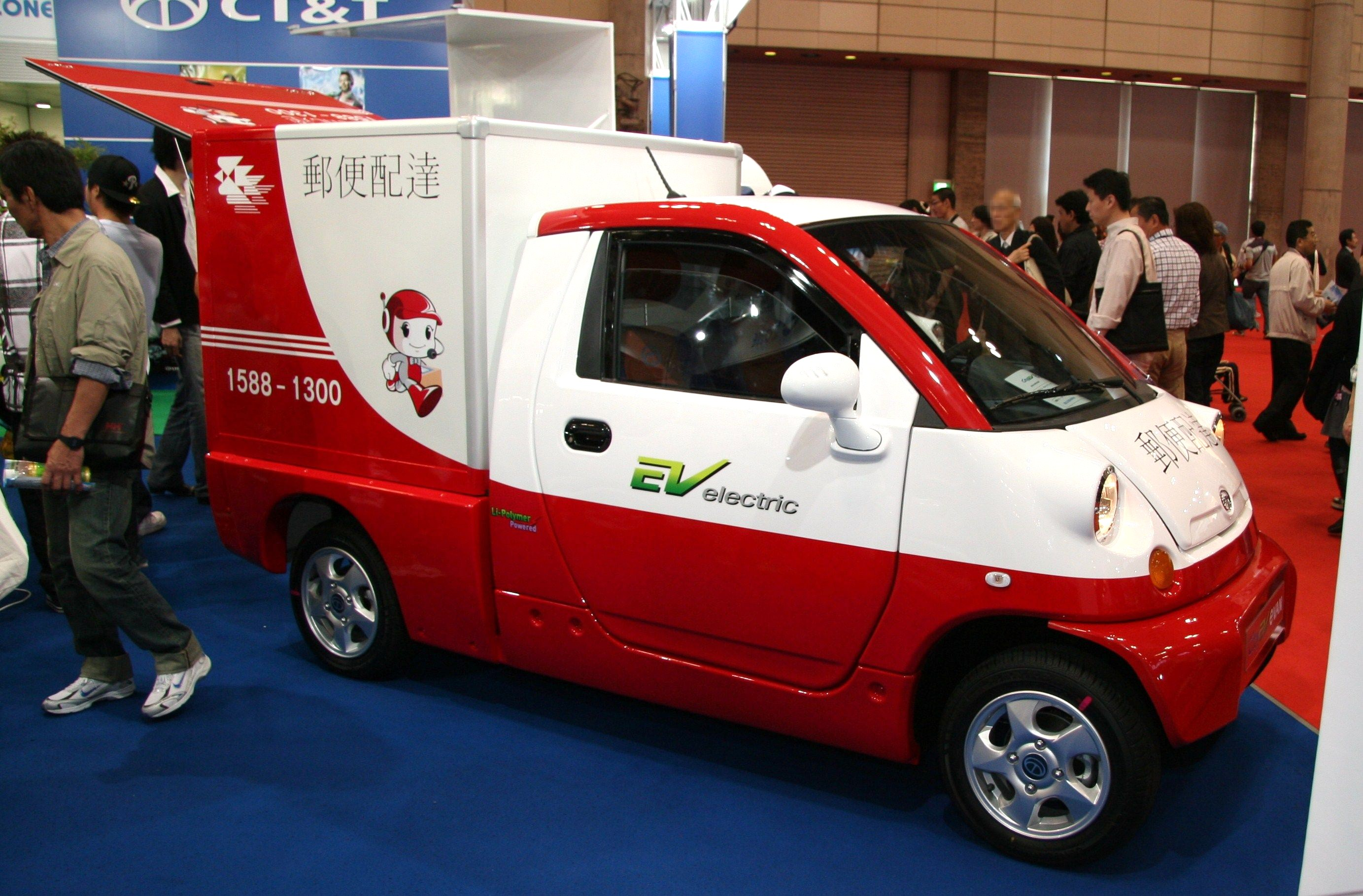
eZoneバン

## 日本での販売
日本では株式会社オートレックス(マティスやレクストンなどデーヴ・サンヨンを中心に輸入する韓国車インポーター)が輸入、NAFCA(特定非営利活動法人 日本自動車公正検定協会)に加盟する各店舗が販売を行っていた。